# Andreas Buchalakis
Andres Buchalakis (gr. Ανδρέας Μπουχαλάκης, ur. 5 kwietnia 1993 w Heraklionie) – grecki piłkarz, występujący na pozycji pomocnika w tureckim klubie Konyaspor, do którego jest wypożyczony z greckiego klubu Olympiakos oraz w reprezentacji Grecji.

## Kariera klubowa

### Ergotelis
Buchalakis jest wychowankiem Ergotelis. W dorosłej drużynie tego klubu zadebiutował 11 grudnia 2011, w meczu Superleague Ellada z Doksa Drama. Po spadku do Superleague Ellada 2, w sezonie 2012/2013 zaliczył 40 występów i strzelił 6 goli, stając się zawodnikiem podstawowej jedenastki. W kolejnym sezonie w pierwszej lidze zaliczył 30 występów, w których strzelił 2 gole, znacznie przyczyniając się do zajęcia najlepszego miejsca Ergotelis w Alhpa Ethniki (7. miejsce). 

### Olympiakos
W 2014 przeszedł do Olympiakosu, gdzie zadebiutował 30 sierpnia w zremisowanym 1:1 ligowym meczu z Panetolikos. 26 listopada 2014 r. w meczu z Atlético Madryt (0:4) zaliczył debiut w rozgrywkach Ligi Mistrzów UEFA. 

### Nottingham Forrest
Po sezonie 2016/2017 przeniósł się do Nottingham Forrest. W debiucie przeciwko Brentford strzelił dwa gole, a jego drużyna wygrała 4:3. Łącznie w sezonie 2017/2018 rozegrał 25 meczów, w których strzelił 2 bramki. Po sezonie zdecydował się powrócić do Olympiakosu.  

### Olympiakos
9 sierpnia zaliczył pierwszy występ dla nowego–starego klubu. Był to mecz 3. rundy kwalifikacji do Ligi Europy UEFA, gdzie grecki klub wygrał 4:0 z FC Luzern. 23 sierpnia w meczu rundy kwalifikacyjnej z Burnley strzelił swoją pierwszą bramkę w europejskich pucharach, był to także jego pierwszy gol dla Olympiakosu podczas jego drugiego pobytu tamże. 6 lutego 2019 podczas meczu 1/4 finałów Pucharu Grecji z PAS Lamia (3:3), Buchalakis wystąpił po raz pierwszy w karierze z opaską kapitańską. W pierwszym sezonie dla Olympiakosu rozegrał 30 meczów, w których strzelił 2 gole. W sezonie 2019/2020 rozegrał 52 meczów, w których strzelił bramkę. W sezonie 2020/2021 zaczął coraz częściej nosić opaskę kapitańską. Sezon zakończył z 49 występami, w których zdołał zanotować 5 goli i 6 asyst. W sezonie 2021/2022 zaliczył 42 występy, w których strzelił 2 gole.

## Kariera reprezentacyjna
W swojej karierze Buchalakis występował w młodzieżowych reprezentacjach Grecji w kategoriach U-19, U-20 i U-21. Z pierwszą z nich wystąpił w 2012 roku na Mistrzostwach Europy U-19 w Estonii. Z Grecją dotarł do finału tego turnieju, przegrywając w finale 0:1 z rówieśnikami z Hiszpanii. 
W dorosłej reprezentacji zadebiutował 8 września 2018 w meczu Ligi Narodów UEFA z Estonią (1:0). 25 marca 2022 w meczu towarzyskim z Rumunią (1:0) strzelił swojego pierwszego gola dla Grecji.

## Statystyki

### Klubowe
(aktualne na dzień 3 stycznia 2023)
| Klub               | Sezon              | Liga                 | Liga  | Liga   | Puchar kraju | Puchar kraju | Puchar ligi | Puchar ligi | Europa | Europa | Suma  | Suma   |
| Klub               | Sezon              | Liga                 | Mecze | Bramki | Mecze        | Bramki       | Mecze       | Bramki      | Mecze  | Bramki | Mecze | Bramki |
| ------------------ | ------------------ | -------------------- | ----- | ------ | ------------ | ------------ | ----------- | ----------- | ------ | ------ | ----- | ------ |
| Ergotelis          | 2011/2012          | Superleague Ellada   | 2     | 0      | 0            | 0            | –           | –           | –      | –      | 2     | 0      |
| Ergotelis          | 2012/2013          | Superleague Ellada 2 | 39    | 6      | 1            | 0            | –           | –           | –      | –      | 40    | 6      |
| Ergotelis          | 2013/2014          | Superleague Ellada   | 30    | 2      | 1            | 0            | –           | –           | –      | –      | 31    | 2      |
| Ergotelis          | Ogólnie            | Ogólnie              | 71    | 8      | 2            | 0            | 0           | 0           | 0      | 0      | 73    | 8      |
| Olympiakos         | 2014/2015          | Superleague Ellada   | 9     | 1      | 6            | 1            | –           | –           | 1      | 0      | 16    | 2      |
| Olympiakos         | 2015/2016          | Superleague Ellada   | 5     | 1      | 1            | 0            | –           | –           | 0      | 0      | 6     | 1      |
| Olympiakos         | 2016/2017          | Superleague Ellada   | 8     | 0      | 5            | 0            | –           | –           | 4      | 0      | 17    | 0      |
| Olympiakos         | Ogólnie            | Ogólnie              | 22    | 2      | 12           | 1            | 0           | 0           | 5      | 0      | 39    | 3      |
| Nottingham Forrest | 2017/2018          | Championship         | 21    | 2      | 1            | 0            | 3           | 0           | –      | –      | 25    | 0      |
| Nottingham Forrest | Ogólnie            | Ogólnie              | 21    | 2      | 1            | 0            | 3           | 0           | 0      | 0      | 25    | 0      |
| Olympiakos         | 2018/2019          | Superleague Ellada   | 18    | 1      | 3            | 0            | –           | –           | 9      | 1      | 30    | 2      |
| Olympiakos         | 2019/2020          | Superleague Ellada   | 33    | 1      | 3            | 0            | –           | –           | 16     | 0      | 52    | 1      |
| Olympiakos         | 2020/2021          | Superleague Ellada   | 30    | 3      | 7            | 1            | –           | –           | 12     | 1      | 49    | 5      |
| Olympiakos         | 2021/2022          | Superleague Ellada   | 28    | 2      | 4            | 0            | –           | –           | 10     | 0      | 42    | 2      |
| Olympiakos         | 2022/2023          | Superleague Ellada   | 3     | 1      | 2            | 0            | –           | –           | 9      | 0      | 14    | 1      |
| Olympiakos         | Ogólnie            | Ogólnie              | 112   | 8      | 19           | 1            | 0           | 0           | 56     | 2      | 187   | 11     |
| Ogólnie w karierze | Ogólnie w karierze | Ogólnie w karierze   | 226   | 20     | 34           | 2            | 3           | 0           | 61     | 2      | 324   | 24     |

### Reprezentacyjne
(aktualne na dzień 20 listopada 2022)
| Reprezentacja | Rok     | Mecze | Bramki |
| ------------- | ------- | ----- | ------ |
| Grecja        | 2018    | 4     | 0      |
| Grecja        | 2019    | 6     | 0      |
| Grecja        | 2020    | 5     | 0      |
| Grecja        | 2021    | 11    | 0      |
| Grecja        | 2022    | 9     | 1      |
| Ogólnie       | Ogólnie | 35    | 1      |

| Gole w reprezentacji | Gole w reprezentacji | Gole w reprezentacji | Gole w reprezentacji | Gole w reprezentacji | Gole w reprezentacji | Gole w reprezentacji |
| Lp.                  | Data                 | Miasto               | Przeciwnik           | Gol                  | Wynik                | Rozgrywki            |
| -------------------- | -------------------- | -------------------- | -------------------- | -------------------- | -------------------- | -------------------- |
| 1.                   | 25.03.2022           | Bukareszt            | Rumunia              | Gol                  | 1:0                  | towarzyski           |

## Sukcesy

### Olympiakos
- Mistrzostwo Grecji: 2014/2015, 2015/2016, 2016/2017, 2019/2020, 2020/2021, 2021/2022
- Puchar Grecji: 2014/2015, 2019/2020

### Reprezentacyjne
- Wicemistrzostwo Europy U-19: 2012

### Wyróżnienia
- Najlepszy młody grecki zawodnik: 2012/2013
- Drużyna sezonu Superleague Ellada: 2020/2021